# Charles Sutton
Charles Sutton (1856 – Englewood, 20 luglio 1935) è stato un attore statunitense.

## Biografia
Nato nel 1856, lavorò nel cinema all'epoca del muto. Non più giovanissimo, gli venivano affidati ruoli di una certa età, come quelli di padre o di membro di una certa importanza di una comunità. Nel 1916, gli venne affidato il ruolo di Emanuel Garcia nel film di guerra A Message to Garcia.
Lavorò soprattutto alla Edison. Nella sua carriera, girò oltre un centinaio di pellicole, l'ultima delle quali nel 1923.
Morì il 20 luglio 1935 all'età di 79 anni a Englewood, nel New Jersey.

## Filmografia
- A Case of High Treason – cortometraggio (1911)
- The Crusader – cortometraggio (1911)
- Polish and Pie – cortometraggio (1911)
- The Crucial Test – cortometraggio (1911)
- The Younger Brother, regia di Bannister Merwin – cortometraggio (1911)
- The Doomed Ship, regia di J. Searle Dawley – cortometraggio (1911)
- The Venom of the Poppy – cortometraggio (1911)
- At Jones Ferry – cortometraggio (1911)
- The Lighthouse by the Sea, regia di Edwin S. Porter (1911)
- The Big Dam, regia di J. Searle Dawley (1911)
- Three of a Kind, regia di J. Searle Dawley (1911)
- A Perilous Ride, regia di J. Searle Dawley (1911)
- Buckskin Jack, the Earl of Glenmore, regia di J. Searle Dawley (1911)
- Lead, Kindly Light (1912)
- To Save Her Brother (1912)
- At the Point of the Sword (1912)
- The House with the Tall Porch, regia di J.S. Dawley (1912)
- The Lighthouse Keeper's Daughter, regia di J. Searle Dawley (1912)
- The Spanish Cavalier, regia di J. Searle Dawley (1912)
- Out of the Deep (1912)
- Treasure Island, regia di J. Searle Dawley (1912)
- The Passion Flower, regia di J. Searle Dawley (1912)
- A Prisoner of War, regia di J. Searle Dawley (1912)
- The Girl at the Key (1912)
- The Necklace of Crushed Rose Leaves, regia di J. Searle Dawley (1912)
- The Relief of Lucknow, regia di J. Searle Dawley (1912)
- The Lord and the Peasant, regia di J. Searle Dawley (1912)
- The Cub Reporter (1912)
- Helping John, regia di Bannister Merwin (1912)
- Calumet 'K', regia di J. Searle Dawley (1912)
- The Charge of the Light Brigade, regia di J. Searle Dawley (1912)
- Love Among the Geysers, regia di J. Searle Dawley (1912)
- The Red Man's Burden, regia di J. Searle Dawley (1913)
- The Eldorado Lode, regia di J. Searle Dawley (1913)
- The Lorelei, regia di J. Searle Dawley (1913)
- A Day That Is Dead, regia di Charles H. France (1913)
- The Old Monk's Tale, regia di J. Searle Dawley (1913)
- In a Japanese Tea Garden, regia di J. Searle Dawley (1913)
- The Priest and the Man, regia di J. Searle Dawley (1913)
- Master and Man, regia di J. Searle Dawley (1913)
- The Well Sick Man, regia di J. Searle Dawley (1913)
- Hulda of Holland, regia di J. Searle Dawley (1913)
- An Innocent Informer, regia di Ashley Miller (1913)
- The Orphan, regia di Ashley Miller (1913)
- The Good in the Worst of Us (1913)
- Right for Right's Sake, regia di J. Searle Dawley (1913)
- Mary Stuart, regia di Walter Edwin (1913)
- Love's Old Sweet Song, regia di Charles H. France (1913)
- A Gentleman's Gentleman, regia di Bannister Merwin (1913)
- The Signal, regia di George Lessey (1913)
- In the Old Dutch Times (1913)
- The Dream Fairy, regia di Ashley Miller (1913)
- The Greed of Osman Bey, regia di Richard Ridgely (1913)
- The Rightful Heir, regia di J. Searle Dawley (1913)
- The Mystery of West Sedgwick (1913)
- A Mistake in Judgment, regia di Charles M. Seay (1913)
- Saved by the Enemy, regia di George Lessey (1913)
- For the Honor of the Force, regia di George Lessey (1913)
- In the Shadow of the Mountains, regia di George Lessey (1913)
- The Family's Honor, regia di Richard Ridgely (1913)
- What Shall It Profit a Man?, regia di Richard Ridgely (193)
- Within the Enemy's Lines (1913)
- The Last Scene of All, regia di Ashley Miller – cortometraggio (1914)
- The Mystery of the Talking Wire, regia di George Lessey – cortometraggio
- The Active Life of Dolly of the Dailies, regia di Walter Edwin - serial (1914)
- An American King, regia di George Lessey – cortometraggio (1914)
- The Man of Destiny, regia di Walter Edwin – cortometraggio (1914)
- His Grandchild, regia di Walter Edwin – cortometraggio (1914)
- With the Eyes of Love, regia di George Lessey – cortometraggio (1914)
- The Price of the Necklace, regia di Charles Brabin – cortometraggio  (1914)
- A Real Helpmate, regia di Preston Kendall – cortometraggio (1914)
- The Brass Bowl, regia di George A. Lessey e Ben F. Wilson – cortometraggio (1914)
- The Resurrection of Caleb Worth, regia di Ashley Miller – cortometraggio (1914)
- The Unopened Letter, regia di Preston Kendall – cortometraggio (1914)
- The Mystery of the Silver Snare, regia di George Lessey – cortometraggio (1914)
- Frederick the Great, regia di Walter Edwin – cortometraggio (1914)
- Andy Plays Cupid, regia di Charles H. France – cortometraggio (1914)
- By Parcel Post, regia di Charles H. France – cortometraggio (1914)
- The Adventure of the Missing Legacy, regia di Charles M. Seay – cortometraggio (1914)
- A Foolish Agreement, regia di Ashley Miller – cortometraggio (1914)
- The Ever-Gallant Marquis, regia di Ashley Miller – cortometraggio (1914)
- The Birth of the Star Spangled Banner, regia di George A. Lessey – cortometraggio (1914)
- Treasure Trove, regia di Ashley Miller – cortometraggio (1914)
- Face Value, regia di George Lessey – cortometraggio (1914)
- Grand Opera in Rubeville, regia di Ashley Miller – cortometraggio (1914)
- The Poisoned Bit, regia di Preston Kendall – cortometraggio (1914)
- A Fragment of Ash, regia di Langdon West – cortometraggio (1914)
- On the Isle of Sarne, regia di Richard Ridgely – cortometraggio (1914)
- Shorty, regia di Ashley Miller – cortometraggio (1914)
- Getting to the Ball Game, regia di Charles H. France – cortometraggio (1914)
- The Heritage of Hamilton Cleek, regia di Ben F. Wilson – cortometraggio (1914)
- Who Goes There?, regia di Ashley Miller – cortometraggio (1914)
- The Stenographer – cortometraggio (1914)
- The Birth of Our Saviour, regia di Charles Brabin – cortometraggio (1914)
- The Lesson of the Flames, regia di Richard Ridgely – cortometraggio (1914)
- The Girl Who Kept Books, regia di Ashley Miller (1915)
- The Life of Abraham Lincoln, regia di Langdon West (1915)
- The Master Mummer (1915)
- The Stoning, regia di Charles Brabin (1915)
- The Man Who Could Not Sleep, regia di John H. Collins (1915)
- According to Their Lights, regia di Eugene Nowland (1915)
- The Test, regia di James W. Castle (1915)
- The Tragedies of the Crystal Globe, regia di Richard Ridgely (1915)
- The Bedouin's Sacrifice, regia di Harry Beaumont (1915)
- The King of the Wire, regia di Ashley Miller (1915)
- Breaking the Shackles, regia di Carlton S. King (1915)
- Her Happiness, regia di Harry Beaumont (1915)
- Vanity Fair, regia di Charles Brabin e Eugene Nowland (1915)
- Gladiola, regia di John H. Collins (1915)
- Waifs of the Sea, regia di Frank McGlynn Sr. (1915)
- Blade o' Grass, regia di Burton George (1915)
- The Girl of the Gypsy Camp, regia di Langdon West (1915)
- The Catspaw, regia di George A. Wright (1915)
- When Love Is King, regia di Ben Turbett (1916)
- Celeste of the Ambulance Corps, regia di Burton George (1916)
- The Rainbow Princess, regia di J. Searle Dawley (1916)
- The Heart of the Hills, regia di Richard Ridgely (1916)
- A Message to Garcia, regia di Richard Ridgely (1916)
- Pardners (1917)
- The Royal Pauper, regia di Ben Turbett (1917)
- The Law of the North, regia di Irvin Willat (1917)
- The Valentine Girl , regia di J. Searle Dawley (1917)
- The Tell-Tale Step, regia di Burton George (1917)
- Persuasive Peggy, regia di Charles Brabin (1917)
- The Eternal Mother, regia di Frank Reicher (1917)
- Her Boy, regia di George Irving (1918)
- The Lie , regia di J. Searle Dawley (1918)
- Peg o' the Sea, regia di Eugene Nowland (1918)
- A Pair of Cupids, regia di Charles Brabin (1918)
- Flower of the Dusk, regia di John H. Collins  (1918)
- Nido d'amore (The Love Nest), regia di Tefft Johnson (1918)
- Hit or Miss, regia di Dell Henderson (1919)
- Home Wanted, regia di Tefft Johnson (1919)
- The Stream of Life, regia di Horace G. Plympton (1919)
- The Steel King, regia di Oscar Apfel (1919)
- Democracy: The Vision Restored, regia di William Nigh (1920)
- Beyond Price, regia di J. Searle Dawley (1921)
- A Virgin Paradise, regia di J. Searle Dawley (1921)
- As a Man Lives, regia di J. Searle Dawley (1923)